# 艾因阿爾納特
36°11′N 5°19′E / 36.183°N 5.317°E

艾因阿爾納特（阿拉伯语：‎），是阿爾及利亞的城鎮，位於該國北部塞提夫省，由艾因阿爾納特區負責管轄，面積203平方公里，海拔高度1,020米，2008年人口43,551，人口密度每平方公里215人。